# Quận Bureau, Illinois
Quận Bureau là một quận thuộc tiểu bang Illinois, Hoa Kỳ.
Quận này được đặt tên theo. Theo điều tra dân số của Cục điều tra dân số Hoa Kỳ năm 2000, quận có dân số 35.503 người. Quận lỵ đóng ở Princeton.

## Địa lý
Theo Cục điều tra dân số Hoa Kỳ, quận có diện tích km2, trong đó có km2 là diện tích mặt nước.

## Thông tin nhân khẩu
Theo điều tra dân 2 năm 2000, quận đã có dân số 35.503 người, 14.182 hộ gia đình, và 9.884 gia đình sống trong quận hạt. Mật độ dân số là 41 người trên một dặm Anh vuông (16/km ²). Có 15.331 đơn vị nhà ở với mật độ trung bình là 18 trên một dặm Anh vuông (7/km ²). Cơ cấu chủng tộc của dân cư sinh sống trong quận bao gồm 96,79% người da trắng, 0,33% da đen hay Mỹ gốc Phi, 0,17% người Mỹ bản xứ, 0,51% châu Á, Thái Bình Dương 0,03%, 1,28% từ các chủng tộc khác, và 0,88% từ hai hoặc nhiều chủng tộc. 4,88% dân số là người Hispanic hay Latino thuộc một chủng tộc nào. 27,7% là người gốc Đức, Ailen 10,5%, 10,1% tiếng Anh, 10,1% người Ý, 6,6% và 6,2% người Mỹ gốc Thụy Điển theo điều tra dân số năm 2000. 95,2% nói người gốc Anh và 3,4% tiếng Tây Ban Nha là ngôn ngữ đầu tiên của họ.
Đến năm 2005 dân số của quận là 92,2% không phải gốc Tây Ban Nha trắng. Phi-Mỹ đã tăng gần gấp đôi cổ phần của họ về dân số đến 0,6%. Người châu Á cũng ở mức 0,6% dân số. Dân số La tinh là hiện nay 6,1% của tổng số quận. 2
Năm 2000 có 14.182 hộ, trong đó 30,70% có trẻ em dưới 18 tuổi sống chung với họ, 58,10% là đôi vợ chồng sống với nhau, 8,00% có một chủ hộ nữ không có mặt chồng, và 30,30% là không lập gia đình. 27,00% hộ gia đình đã được tạo ra từ các cá nhân và 14,00% đã có một người sống một mình 65 tuổi hoặc lớn hơn. Cỡ hộ trung bình là 2,47 và cỡ gia đình trung bình là 2,99.
Tháp tuổi dân cư sinh sống trong quận với tỷ lệ như sau: 24,70% dưới độ tuổi 18, 7,40% 18-24, 26,20% 25-44, 23,80% từ 45 đến 64, và 17,70% từ 65 tuổi trở lên người. Độ tuổi trung bình là 40 năm. Đối với mỗi 100 nữ có 94,40 nam giới. Đối với mỗi 100 nữ 18 tuổi trở lên, đã có 91,50 nam giới.
Thu nhập trung bình cho một hộ gia đình trong quận đã đạt mức USD 40.233, và thu nhập trung bình cho một gia đình là USD 48.488. Phái nam có thu nhập trung bình USD 35.690 so với 21.315 USD của phái nữ. Thu nhập bình quân đầu người đạt mức 19.542 USD. Có 5,40% gia đình và 7,30% dân số sống dưới mức nghèo khổ, trong đó có 9,90% những người dưới 18 tuổi và 6,00% của những người 65 tuổi hoặc hơn.